# Dixeia leucophanes
Dixeia leucophanes är en fjärilsart som beskrevs av Lajos Vári 1976. Dixeia leucophanes ingår i släktet Dixeia och familjen vitfjärilar. IUCN kategoriserar arten globalt som livskraftig. Inga underarter finns listade i Catalogue of Life.